# Marcus Chambers
Marcus Chambers (ur. 8 sierpnia 1910 roku, zm. 5 sierpnia 2009 roku) – brytyjski kierowca wyścigowy.

## Kariera
W wyścigach samochodowych Chambers poświęcił się głównie startom w wyścigach Grand Prix oraz w wyścigach samochodów sportowych. W latach 1938-1939 Brytyjczyk pojawiał się w stawce 24-godzinnego wyścigu Le Mans. W pierwszym sezonie startów stanął na drugim stopniu podium w klasie 1.5. W klasyfikacji generalnej ekipa Ecurie Lapin Blanc, w której Chambers pełnił rolę kierowcy, została sklasyfikowana na dziesiątej pozycji. Rok później ponownie korzystał z samochodu HRG i silnika Singer. Zespół Lapin Blanc z Brytyjczykiem na pokładzie odniósł zwycięstwo w klasie 1.5. W klasyfikacji generalnej dało to czternaste miejsce.